# Perci (gmina Tar-Vabriga)
Perci – wieś w Chorwacji, w żupanii istryjskiej, w gminie Tar-Vabriga. W 2011 roku liczyła 112 mieszkańców.